# Saritschtschja (Nadwirna)
Saritschtschja (ukrainisch Заріччя; russisch Заречье Saretschje, polnisch Zarzecze) ist ein Dorf in der ukrainischen Oblast Iwano-Frankiwsk mit etwa 4000 Einwohnern (2001).
Das erstmals in der zweiten Hälfte des 18. Jahrhunderts schriftlich erwähnte Dorf befindet sich im Rajon Nadwirna und liegt am Ufer des Pruth gegenüber der Siedlung städtischen Typs Deljatyn. Auf dem gegenüberliegenden Flussufer verläuft auch die Fernstraße N 09.
Saritschtschja befindet sich 14 km südlich vom Rajonzentrum Nadwirna und etwa 50 km südlich der Oblasthauptstadt Iwano-Frankiwsk.
Am 17. August 2017 wurde das Dorf ein Teil der neu gegründeten Siedlungsgemeinde Deljatyn im Rajon Nadwirna, bis dahin bildete es die Landratsgemeinde Saritschtschja (Зарічанська сільська рада/Saritschanska silska rada) im Zentrum des Rajons.